# Lambda Pavonis
Lambda Pavonis (45 Pavonis) é uma estrela na direção da constelação de Pavo. Possui uma ascensão reta de 18h 52m 13.04s e uma declinação de −62° 11′ 15.2″. Sua magnitude aparente é igual a 4.22. Considerando sua distância de 1811 anos-luz em relação à Terra, sua magnitude absoluta é igual a 1.19. Pertence à classe espectral B2II-III. É uma estrela variável γ Cassiopeiae.